# King Charles III
King Charles III è un'opera teatrale del drammaturgo britannico Mike Bartlett, debuttata a Londra nel 2014. La pièce immagina un futuro prossimo in cui, dopo la morte di Elisabetta II, Carlo di Galles ascende al trono con il nome di Carlo III. In seguito alla scoperta del nuovo sovrano di una legge sul punto di limitare la libertà di stampa in seguito a uno scandalo di intercettazioni telefoniche, una rivolta minaccia la monarchia inglese. Il dramma, su modello dei drammi storici shakespeariani e scritto in blank verse, ha goduto di un grande successo a Londra, dove vinse il Laurence Olivier Award alla migliore nuova opera teatrale, e di una produzione a Broadway accolta molto positivamente e candidata al Tony Award alla migliore opera teatrale.

## Trama
Carlo e il resto della famiglia reale si riuniscono dopo il funerale di Elisabetta II e il nuovo re assume le sue funzioni e i suoi poteri. Nel suo incontro settimanale con il primo ministro, il Re scopre di una legge per limitare la libertà di stampa, una legge approvata dalla Camera dei Comuni e dalla Camera dei lord e che aspetta solo la sanzione regia per entrare in vigore. Carlo è preoccupato che il governo usi questa legge per censurare troppo la stampa e mascherare dei soprusi legali e chiede al primo ministro di fare cambiamenti, ma l’uomo rifiuta. All’incontro con il primo ministro, Carlo ne affianca uno con il leader dell’opposizione, che appoggia il Re, ma non vede come il sovrano possa evitare di firmare la legge. 
Intanto, il principe Henry si è innamorato di Jess Edwards, popolana e repubblicana. Carlo e il principe William ricevono in sogno una visione della principessa Diana, che dice ad entrambi che saranno dei grandi re. Carlo continua a rifiutarsi di firmare, anche quando il primo ministro tiene una riunione straordinaria per far passare la legge. All’ennesimo rifiuto di Carlo, il primo ministro minaccia di far passare una legge che bypassi l’approvazione reale e, per scongiurare il rischio, il re scioglie il parlamento.
Le proteste si scatenano per tutta la città e Carlo III fa schierare dei carrarmati davanti a Buckingham Palace, estende la protezione a Jess (che intanto è diventata il fulcro di uno scandalo sessuale) e accoglie la richiesta di Harry di essere prosciolto dal suo ruolo e rango di principe reale. Kate propone che il marito William faccia da mediatore tra il Re e il parlamento e l’erede al trono organizza una rassegna stampa all'insaputa del padre, che si arrabbia con lui per aver agito senza la sua approvazione, interpretandolo come un tradimento. Carlo viene costretto ad abdicare e William firma la legge proposta dal parlamento. Lo status quo viene restaurato, Harry rifiuta Jess e riassume il suo ruolo e William ascende al trono.

## Versione televisiva
Dall'opera, è stato tratto un film televisivo con lo stesso nome, King Charles III, andato in onda nel 2017 sulla BBC two. 